# シャルル・トマ・ド・ロレーヌ

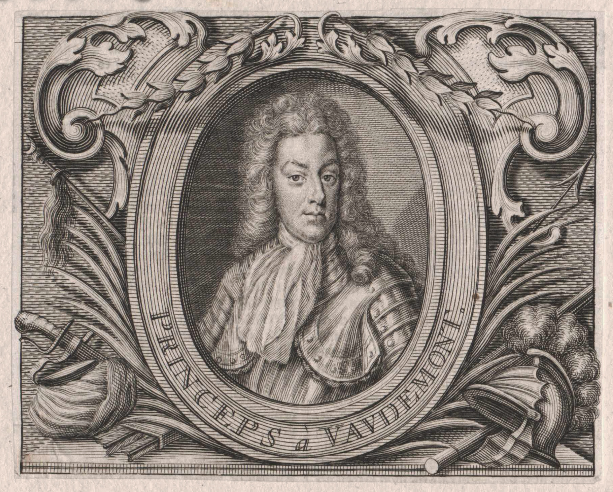
シャルル・トマ・ド・ロレーヌ

シャルル・トマ・ド・ロレーヌ＝ヴォーデモン（Charles Thomas de Lorraine-Vaudémont, 1670年3月7日、ブリュッセル - 1704年5月14日、オスティーリア）は、独仏国境地域のロレーヌ公爵家の血族で、神聖ローマ皇帝（ハプスブルク君主国）の元帥。ドイツ語名はカール・トマス・フォン・ロートリンゲン＝ヴォーデモン（Karl Thomas Prinz von Lothringen-Vaudémont）。 ヴォーデモン公シャルル・アンリ・ド・ロレーヌ（ロレーヌ公シャルル4世の息子）と、その妻アンヌ・エリザベート・ド・ロレーヌ（エルブフ公シャルル3世の娘）の間の一人息子として生まれた。
祖父や父と同様に反フランスの立場からハプスブルク家に仕官した。1697年に大トルコ戦争でドナウ川戦線に派遣され、ハンガリーの反乱鎮圧後にプリンツ・オイゲンの軍と合流、父方の従兄のシャルル・フランソワ・ド・ロレーヌと共にゼンタの戦いでオスマン帝国と戦った。1700年に金羊毛騎士団の騎士に叙任、スペイン継承戦争が始まるとオイゲンの麾下でイタリアにおいて戦った。1702年のクレモナの戦いおよびルッザーラの戦いで戦功を立て、功績を認められてグイード・フォン・シュターレンベルク伯爵と共に陸軍元帥に昇進した。
1704年、オスティーリアでの戦闘で致命傷を負い、4日後に34歳で死去した。独身で子供はいなかった。